# Estación de Porte de Montreuil
La estación de Porte de Montreuil es una estación del metro de París situada en el XX Distrito de la ciudad, al este de la capital. Pertenece a la línea 9. En el año 2003, fue usada por más de cuatro millones de viajeros.

## Historia
Fue inaugurada el 10 de diciembre de 1933 convirtiéndose así en terminal de la línea hasta 1937.
La estación debe su nombre a su ubicación cercana a la Porte de Montreuil, antiguo acceso situado en el Muro de Thiers, última fortificación construida alrededor de París para proteger la ciudad.

## Descripción
Se compone de cuatro vías y de dos andenes ordenados de la siguiente forma: v-a-v-v-a-v. La bóveda de la estación es la de mayor apertura de la red alcanzado los 22,50 metros. 